# Stirellus flavovirescens
Stirellus flavovirescens är en insektsart som beskrevs av Carl Stål 1855. Stirellus flavovirescens ingår i släktet Stirellus och familjen dvärgstritar. Inga underarter finns listade i Catalogue of Life.